# KJAL
KJAL（585 AM）是位于美属萨摩亚的一个宗教广播电台，在2002年开播。发射地位于塔富纳，覆盖整个美属萨摩亚，属于亚太媒体部门。

## 概况
KJAL在早期称为WDJD，但是在美国联邦通信委员会的要求下，在2002年9月12日改为现在名称。未来，电台的频率将要更改至630 kHz。